# Cashew
Cashew, kasju eller acajou (Anacardium occidentale) är ett träd i familjen sumakväxter. Växten kommer ursprungligen från nordöstra Brasilien där den på portugisiska heter cajueiro (trädet) eller caju (frukten). På svenska kallas trädet också acajouträd eller kasjuträd. Numera är det vanligt att cashew odlas för sin frukt och sina nötter i tropiska områden, där det är varmt och fuktigt. 

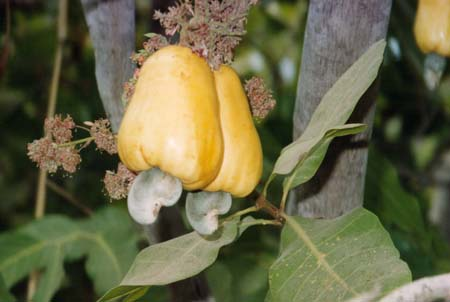
Mogna cashewfrukter.

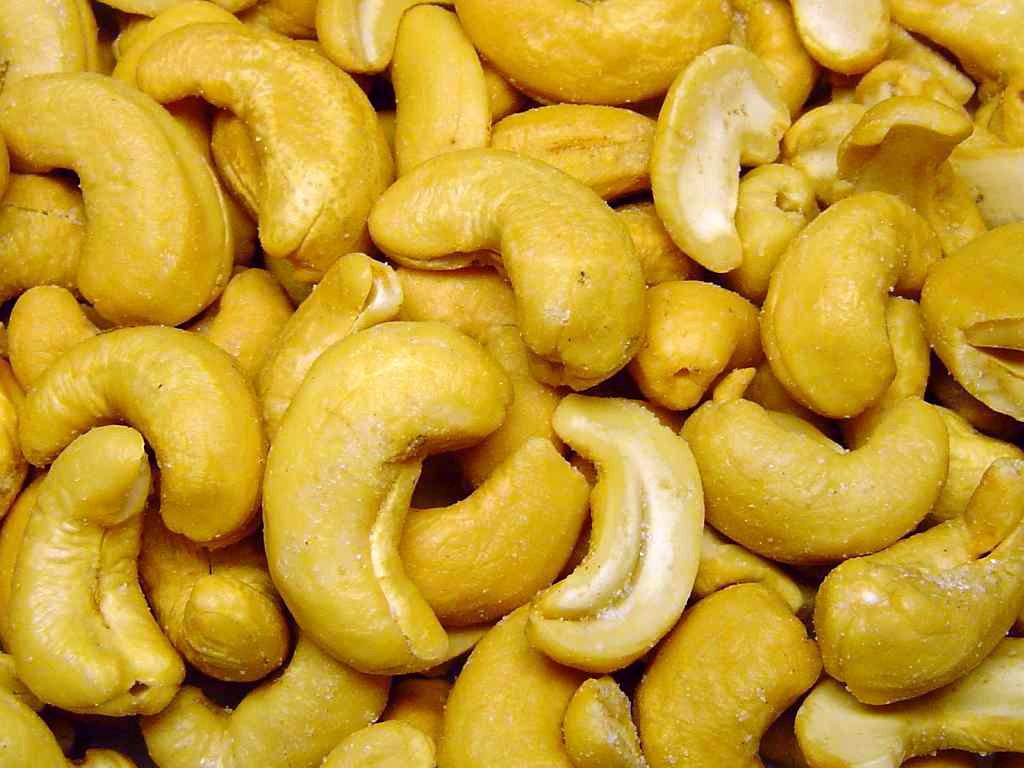
Saltade cashewnötter.

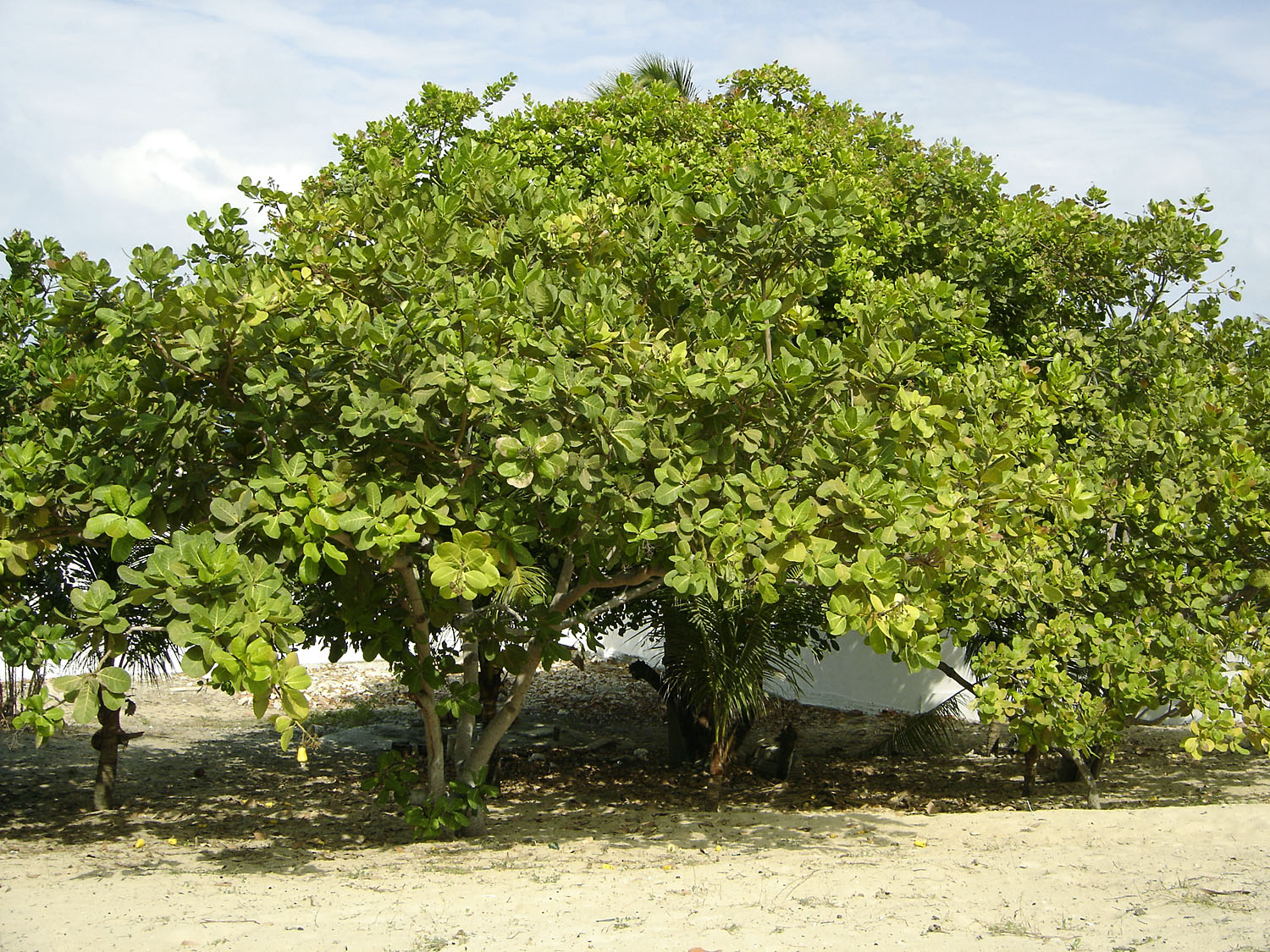
Cashewträd.

Vad som ser ut som en frukt i cashewn är en oval eller päronformad falsk frukt. Denna kallas cashewäpple och är som mogen gul och/eller röd och mellan 5 och 11 centimeter lång. Trädets äkta frukt är en njurformad stenfrukt som växer under den falska frukten. Inuti den äkta frukten finns ett enda frö, cashewnöten. Botaniskt sett är det ett frö, men som livsmedel kallas den nöt. Fröet är omgivet av ett dubbelt skal.
Fröet innehåller en etsande olja som måste avlägsnas innan det kan ätas. Oljan bränns bort genom att fröna rostas.

## Användning
Cashewnöten (el. kasjunöten) används både som tilltugg och som ingrediens i matlagning. Nöten förekommer ofta i kinesisk och thailändsk mat och i Indien utgör den bas i såser som shahi korma. Nötens innehåll av fettsyra domineras av oljesyra följt av linolensyra, palmitinsyra och stearinsyra med låga halter av andra fettsyror. Cashewfruktjuice är populär i Brasilien, och i Goa i Indien är den en ingrediens i alkoholdrycken Feni.
Inom folkmedicin har cashewträdets bark använts för att behandla diarré.